# TARGET2-Securities

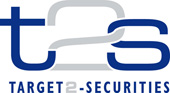
Logo T2S

TARGET2-Securities (T2S) ist eine Plattform für die Abwicklung von Wertpapieren in der EU.

## Überblick
Im europäischen Wertpapiermarkt und speziell der Wertpapierabwicklung hat sich ein System für die Abwicklung und die dezentrale Verwahrung der Wertpapiere etabliert, das durch die Zentralverwahrer – CSDs, Central Securities Depository–und ICSDs, International Central Securities Depository – wie Clearstream, Euroclear, OeKB CSD, Monte Titoli sowie Banken als (Global) Custodians getragen wird. Als Folge der national unterschiedlichen rechtlichen Bedingungen, Marktusancen und Systemplattformen ist eine dezentrale Ausrichtung in der Wertpapierabwicklung erfolgt. Diese ermöglicht auf nationaler Ebene eine effiziente Abwicklung; die länderübergreifende Wertpapierabwicklung hingegen ist weniger effizient und mit höheren Kosten verbunden.
Mit der Einführung von TARGET2-Securities (T2S), koordiniert durch die Europäische Zentralbank (EZB), sollen die europäischen Banken eine einheitliche technische Plattform für einen EU-Binnenmarkt in der Wertpapierabwicklung erhalten.

## Geschichte
Das Projekt T2S wurde durch die EZB im Jahr 2006 gestartet. Die Geschichte reicht aber bis in das Jahr 2001 zurück, in dem im Giovannini-Bericht Punkte aufgezeigt wurden, die eine innereuropäische Wertpapierabwicklung nachhaltig behindern. In weiteren Berichten der Giovannini-Kommission im Jahr 2003 wurden die Probleme einer harmonisierten und freien Wertpapierabwicklung in Europa vertieft und in den 15 Giovannini-Barrieren zusammengefasst.

## TARGET2 als Vorbild
Für den grenzüberschreitenden europäischen Zahlungsverkehr zwischen den Banken und Zentralbanken in der EU wurde mit TARGET2 ein funktionierendes System durch die Notenbanken der EU geschaffen, um eine deutliche Vereinfachung grenzüberschreitender Zahlungen und die Senkung der damit verbundenen Kosten zu erreichen. Die Entwicklung und der Betrieb von TARGET2 erfolgt in einer internationalen Kooperation der beteiligten Zentralbanken Deutschlands, Frankreichs und Italiens. Dieser Ansatz wird auch für die europäische Wertpapierabwicklung mit T2S angewendet. Entwicklung und Betrieb von T2S werden wieder durch eine europäische Zusammenarbeit der Zentralbanken Deutschlands, Frankreichs, Italiens und Spaniens (Banco d’Espana) gewährleistet.

## Ziele des T2S-Projektes
Die europäische Wertpapierabwicklung soll mit T2S als technischer Plattform
- harmonisiert und vereinfacht,
- die Effizienz gesteigert,
- die heute hohen Kosten im grenzüberschreitenden Verkehr reduziert

werden. Als weiterer Baustein wird die konsequente Nutzung von Zentralbankgeld für die Wertpapierabwicklung berücksichtigt.
Investoren soll es erleichtert werden, ihre Portfolios durch grenzüberschreitende Investitionen innerhalb der EU zu diversifizieren, was heute teilweise an den Kosten im grenzüberschreitenden Wertpapierhandel bzw. den Hürden für einen Marktzugang scheitert.

## Die T2S-Plattform

### Leistungsumfang
T2S deckt die Funktionen der Wertpapierabwicklung – Instruierung, Validierung und Matching der Transaktionen bis zum eigentlichen Settlement ab. Diese sind bisher in den Abwicklungssystemen der CSDs unterschiedlich abgebildet.
T2S ermöglicht ein DvP-Settlement (delivery versus payment) für alle Transaktionen, die ein Wertpapier mit einer ISIN (International Securities Identification Number) zum Gegenstand haben. Aber auch Transaktionen frei von Zahlung werden abgebildet. Das bedeutet, dass lediglich die Wertpapiere via T2S reguliert werden – also ein Übertrag von Bank zu Bank. Die Zahlungen können z. B. via TARGET2 erfolgen.
Über T2S werden sowohl Börsen- als auch OTC-Geschäfte (OTC – Over the Counter) im Inland und europäischen Ausland abgebildet.
Auch mit T2S verbleibt die Verwahrung der Wertpapierbestände und deren Verwaltung in der Hoheit der CSDs und ist in den dortigen Systemen abzubilden. Die CSDs müssen nach wie vor die Bestände ihrer Kunden – der Banken – als Depot A und B inklusive erforderlicher Unterdepots (z. B. Sicherheiten) abbilden.
Zur Abbildung der Dispositionsprozesse in der Wertpapierabwicklung werden die Wertpapierbestände durch die CSDs in T2S gespiegelt.
Die Abbildung der Corporate Actions verbleibt bei den CSDs. Diese stellen sicher, dass resultierende Bestandsveränderungen auch in den in T2S „gespiegelten“ Beständen nachvollzogen werden können.
Um die konsequente Nutzung von Zentralbankgeld für das DvP-Settlement in T2S zu ermöglichen, wird eine Verbindung zwischen T2S und den in TARGET2 geführten RTGS-Konten (Real Time Gross Settlement) der Banken geschaffen. T2S führt die bei den CSDs verwalteten Wertpapierbestände und die Cash-Liquidität bei den Zentralbanken direkt zusammen. Dieser Mechanismus soll neben einer Nettingfunktion die Settlement-Effizienz nachhaltig erhöhen.
T2S erleichtert die Nutzung der Kredit-Facilität bei den Zentralbanken, da Geldkonten und Wertpapierbestände auf einer integrierten Plattform sichtbar sind und durch einfachen Übertrag Sicherheiten gestellt und damit Überziehungslinien genutzt werden können.

### Anbindung und Nutzung von T2S
Die primären Nutzer von T2S werden die europäischen CSDs und Zentralbanken sein. Die Nutzung von T2S ist nicht an den EURO gekoppelt, sondern steht den CSDs in allen Ländern der EU offen. Nach derzeitigem Stand werden – wie schon bei TARGET2 – nicht alle Länder der EU teilnehmen. Die Anbindung der Länder, die an T2S teilnehmen werden, soll ab Juni 2015 in fünf Migrationswellen erfolgen.
Direkte Vertragspartner von T2S sind die Zentralbanken und die CSDs. Für die „technische“ Anbindung auf der Wertpapierseite stehen den Banken zwei Wege offen: Sie können sich indirekt als „ICP – Indirect Connected Participant“ anbinden und über das Abwicklungssystem des CSDs auf T2S zugreifen oder nach Abstimmung mit ihrem CSD zusätzlich eine technische Direktanbindung als DCP – Direct Connected Participant – vornehmen, um Instruktionen direkt in T2S einzustellen.
Auf der Geldseite stellen Zentralbanken Geldkonten, die sogenannten Dedicated Cash Accounts, zur Verfügung. Dies erfolgt über das Zahlungsverkehrssystem TARGET2, in dem die Euro-Teilnehmer von T2S Konten in Zentralbankgeld bei ihrer Zentralbank halten. Von diesen Konten wird die Liquidität für die Wertpapiertransaktionen bereitgestellt, indem Liquidität auf die in T2S vorhandenen Dedicated Cash Accounts transferiert wird. Am Tagesende wird die verbleibende Liquidität zu TARGET2 zurückgeführt. Nicht-EURO-Teilnehmer von TARGET2 (seit 2018 auch Dänemark mit der Dänischen Krone) können sich über ihr nationales Zahlungsverkehrssystem an T2S anbinden, wobei die Liquidität am Tagesende in dieses nationale Zahlungsverkehrssystem zurückgeführt wird.
Die Nutzung von T2S durch die angeschlossenen Teilnehmer erfolgt entweder über eine webbasierte GUI oder nachrichtenbasierte Schnittstellen auf Basis von UNIFI (ISO 20022).

## T2S-Teilnehmer

### 1. Migrationswelle (22. Juni 2015)
(Quelle:)
- Bank of Greece Securities Settlement System – BOGS (Griechenland)
- Depozitarul Central (Rumänien)
- Malta Stock Exchange (Malta)
- SIX SIS (Schweiz)

### Migrationswelle Monte Titoli (31. August 2015)
(Quelle:)
- Monte Titoli (Italien)

### 2. Migrationswelle (28. März 2016)
(Quelle:)
- Interbolsa – Sociedade Gestora de Sistemas de Liquidação e de Sistemas Centralizados de Valores Mobiliários, S.A. (Portugal)
- National Bank of Belgium Securities Settlement Systems (NBB-SSS; Belgien)

### 3. Migrationswelle (12. September 2016)
(Quelle:)
- Euroclear Belgien (Belgien) (verschoben aus der 2. Welle)
- Euroclear Frankreich (Frankreich) (verschoben aus der 2. Welle)
- Euroclear Niederlande (Niederlande) (verschoben aus der 2. Welle)
- VP Lux (Luxembourg)
- VP Securities (Dänemark)

### 4. Migrationswelle (6. Februar 2017)
(Quelle:)
- Centrálny depozitár cenných papierov SR (CDCP) (Slowakei)
- Clearstream Banking (Deutschland) (verschoben aus der 3. Welle)
- KDD – Centralna klirinško depotna družba (Slowenien)
- KELER (Ungarn) (verschoben aus der 3. Welle)
- LuxCSD (Luxembourg) (verschoben aus der 3. Welle)
- OeKB CSD[7] (Österreich) (verschoben aus der 3. Welle)

### 5. Migrationswelle (18. September 2017)
- Eesti Väärtpaberikeskus (Estland) (verschoben aus der 4. Welle)
- Euroclear Finland (Finnland) (verschoben aus der 4. Welle)
- Iberclear (Spanien) (verschoben aus der 4. Welle)
- Lietuvos centrinis vertybinių popierių depozitoriumas (Litauen) (verschoben aus der 4. Welle)

Ursprünglich war die 5. Migrationswelle nur ein Reservetermin. Durch die Verzögerungen im Projekt wurde dieser Reservetermin nun aktiv als 5. Welle eingeplant.

## Der Projektstand
Beim Projektstand ist zwischen dem technischen Projektstand in Hinsicht auf die Entwicklung des T2S-Systems selbst und dem fachlichen Projektstand (Entwicklung der Teilnahme am T2S-System) zu unterscheiden.

### Technischer Projektstand
Derzeit ist das T2S-Projekt in der technischen Umsetzung, nachdem eine umfangreiche technische und fachliche Konzeption erstellt wurde. Die Entwicklung ist abgeschlossen und T2S ging schließlich 2015 live.

### Fachlicher Projektstand
- Am 26. September 2013 hat die Lettische CSD als 24. Zentralverwahrer das T2S Framework Agreement unterzeichnet.[9]

- Am 16. Oktober 2013 wurde die Liste der Institute veröffentlicht, die sich direkt an T2S anbinden wollen.[10]

## Auswirkungen des T2S-Systems auf die Bankenlandschaft

### Auswirkungen – Custody-Geschäft
T2S wirkt sich für Banken aus, die Custody-Dienstleistungen für Märkte anbieten, die sich an T2S anbinden. Die heute im Cross-Border-Geschäft vorhandene Notwendigkeit der Einbindung eines Custodians geht durch T2S verloren, da eine direkte Verbindung der CSDs über T2S geschaffen wird, die diese Rolle übernehmen könnten.

### Auswirkungen – CSDs
Die CSDs müssen ihre Abwicklungssysteme hinsichtlich Veränderungen durch T2S überprüfen und anpassen. Die CSDs werden auch ihr heutiges Serviceangebot in der Wertpapierabwicklung überprüfen und gegebenenfalls verändern.